# Смог в Москве (2010)
Смог в Москве от природных пожаров на торфяниках — экологическая ситуация в Москве, произошедшая в августе 2010 года, когда из-за сильной жары и продолжительного горения/тления торфа в лесном хозяйстве Московской области в столице образовалась сильнейшая дымовая завеса.
Понятие «смог» — включает в себя техногенное, производственное или бытовое загрязнение воздуха. Загрязнение, вызванное природными явлениями именуют «мглой» (основная статья: Мгла), поэтому событие 2010 года правильнее называть «Мгла в Москве (2010 г.)».
В августе 2010 года в Москве сложилась чрезвычайная экологическая ситуация — в городе наблюдался сильнейший смог, разовые концентрации загрязняющих веществ на территории Москвы превышали предельно допустимые концентрации (ПДК) в несколько раз: по угарному газу — почти до 7 раз, по взвешенным веществам — до 16 раз, по диоксиду азота — более, чем в 2 раза. Причиной смога являлись природные пожары в России 2010 года.
В этот период в Москве число смертей увеличилось на 36 %. Было временно закрыто посольство Германии, лечебные учреждения в выходные дни работали по графику рабочего дня, были открыты 123 центра отдыха от смога. Смог проник в метро, нарушил работу московских аэропортов, была отменена церемония развода конных и пеших караулов в Кремле. Отмечалась массовая гибель диких животных в московских парках и подмосковных лесах, а также ажиотажный спрос на марлевые повязки и респираторы.
Из-за смога и жары перенесены футбольные матчи, которые должны были состояться в Москве в тот период.

## Предыстория
Первопричиной природно-торфяных пожаров, из-за которых и образуется смог, стало активное осушение подмосковных болот и добыча из них торфа в 20—60-е годы XX века в рамках проекта ГОЭЛРО. В конце 60-х годов благодаря активному развитию в СССР угольной, нефтяной и газовой промышленности потребность в торфе снизилась. Осушенные торфоразработки стали закрываться, но при этом не заполнялись водой. Торфяные пожары на них возникали всегда, но самые сильные из них произошли в 1972 году. Смог в Москве в 1972 году был сравним, а возможно, даже превосходил смог 2010 года. После столь критической ситуации многие торфяники были затоплены водой. Хотя в Шатурском районе Московской области глубинный пожар на торфянике не прекращается уже более 40 лет, с 1972 года, временами становясь слабее, временами сильнее, и крайне редко выходя на поверхность, после 1972 года смог накрывал Москву всего 2—3 раза в середине 80-х годов, но не был сильным.
С разделением СССР и последующим развалом лесных хозяйств прекратились работы по искусственному обводнению торфяников. В итоге в 2002 году Москву почти на неделю накрыло густым и плотным смогом. Однако уже 6 августа 2010 года Геннадий Онищенко признал смог 2010 года более сильным.

## Хронология событий
12 июля 2010 — 18 июля 2010
- В Подмосковье произошло более 100 пожаров на торфяниках. В 12 раз больше, чем в 2009 году в то же время. Площадь пожаров — около 200 гектаров[8]

19 июля 2010 — 21 июля 2010
- В Москве, особенно в южном и восточном округах, впервые ощущался сильный запах гари.[9][10] Горожане были вынуждены носить на улице медицинские маски, респираторы, противогазы либо дышать через влажную ткань.

26 июля 2010
- Утром в воздухе появилась дымка, видимость снизилась. Запах гари достиг других районов города, включая центр.[9]

27 июля 2010
- СМИ признали, что город накрыт смогом.[11]

30 июля 2010
- Ветер сменил направление с юго-восточного на юго-западное. Смог над городом рассеялся.

2 августа 2010
- Вторая волна смога в Москве. Мэр Москвы Ю. М. Лужков ушёл в отпуск.[12]

3 августа 2010
- Из-за смога в Москве уменьшилось количество пробок. Запах гари распространился до западной части Подмосковья.

4 августа 2010

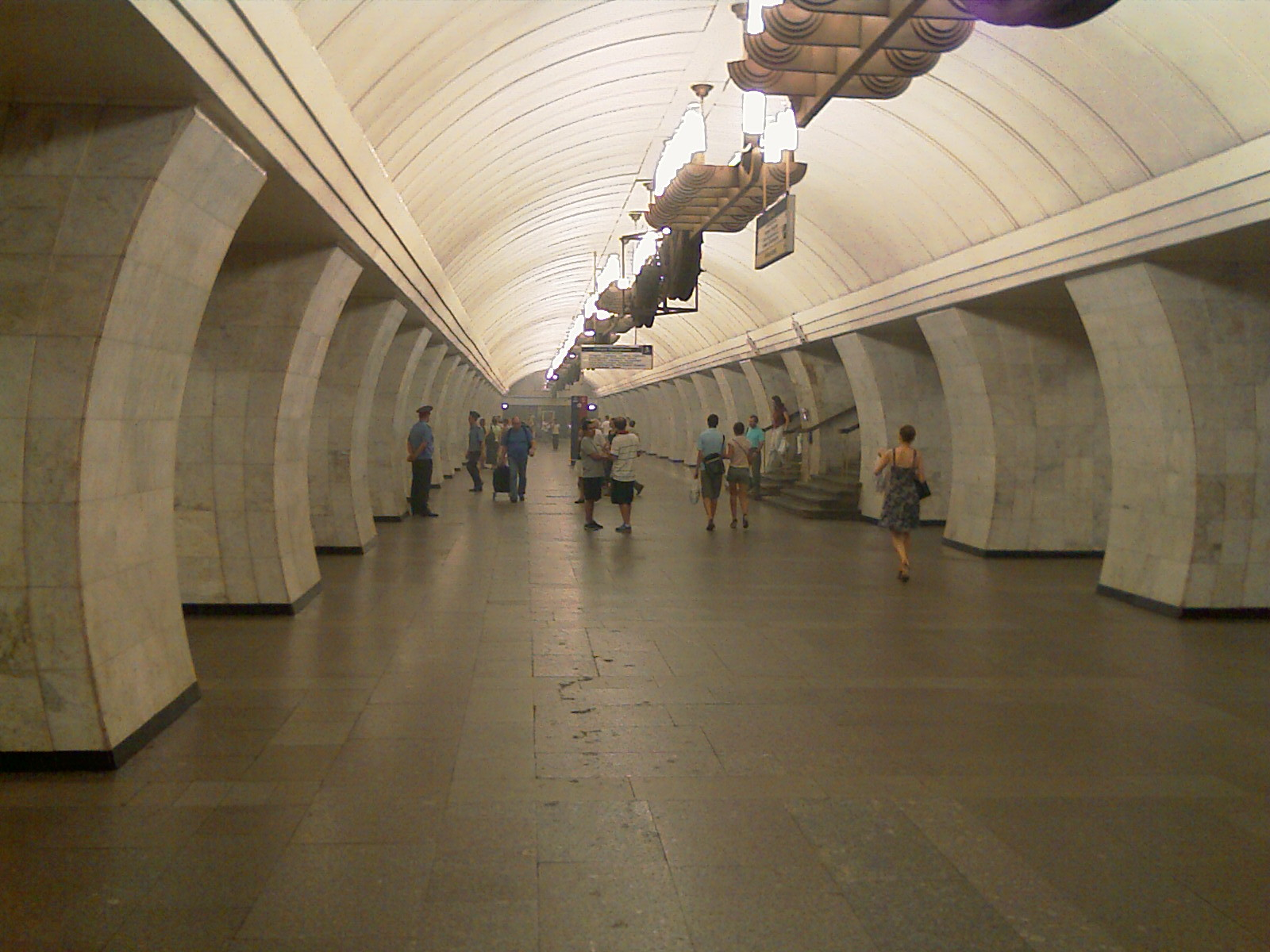
Дым проникал в метро. 4 августа, станция «Чеховская» (глубина заложения 62 метра)

- Приблизительно с 4 августа по 8 августа Москву окутала плотная завеса дыма. Главный санитарный врач России посоветовал в этот период взять отгулы и покинуть город.
- Смог и запах гари стали ощущаться в Московском метрополитене.[13]
- В аэропорту «Домодедово» задержано около 30 рейсов.
- Самый плотный смог с начала 1970-х годов: видимость сильно затруднена, смог распространялся по метро, создавая полумрак на станциях.

5 августа 2010
- Смог немного рассеялся. Тем не менее, в воздухе по-прежнему была видна лёгкая дымка, однако сильного запаха гари уже не ощущалось.

6 августа 2010

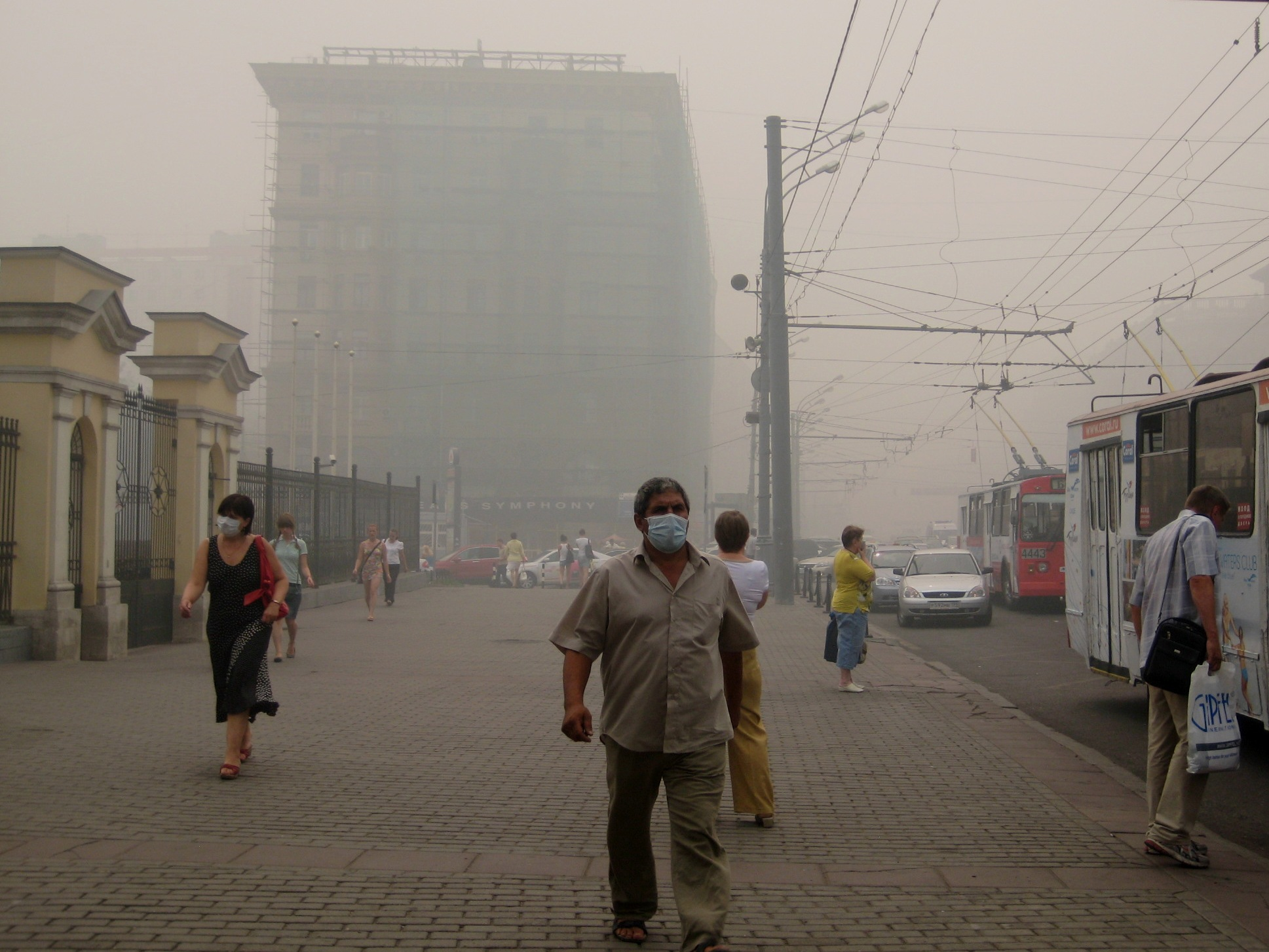
Смог от лесных пожаров на Садовом кольце в центре Москвы (метро Курская, напротив торгового центра «Атриум»). 6 августа 2010 года в 13:49

- Утром смог от торфяных пожаров вновь окутал Москву. Распространился на все районы города, кроме западного округа. Дыма было заметно меньше, но едкий запах гари всё ещё сохранялся.[14]
- Смог и задымление от пожаров в Москве выше, чем в рекордном 2002 году, сообщил глава Роспотребнадзора Геннадий Онищенко.
- В аэропортах были задержаны десятки рейсов: в «Домодедове» задержаны, отменены или перенесены около 70 рейсов, во «Внукове» — около 50, «Шереметьево» работал в штатном режиме, принимая рейсы из «Домодедова», однако были перенесены 3 рейса[15].
- Исторический музей закрылся в 15:00 (раньше официального времени закрытия). В систему вентиляции здания попал дым, датчики пожароопасности начали подавать беспрерывный звуковой сигнал.[16]
- Специалисты Государственного природоохранного учреждения «Мосэкомониторинг» объявили, что концентрация угарного газа в воздухе в этот день превысила в Москве предельно допустимый уровень в 3,6 раза. Содержание взвешенных частиц, которые проникают в лёгкие и там остаются, превысило допустимую норму в три раза. Специфических углеводородов в воздухе было в полтора раза выше обычного уровня.
- В 10 раз участились случаи вызова неотложной скорой помощи.[17]
- Временно приостановлена работа посольства Германии в Москве.[18]

7 августа 2010

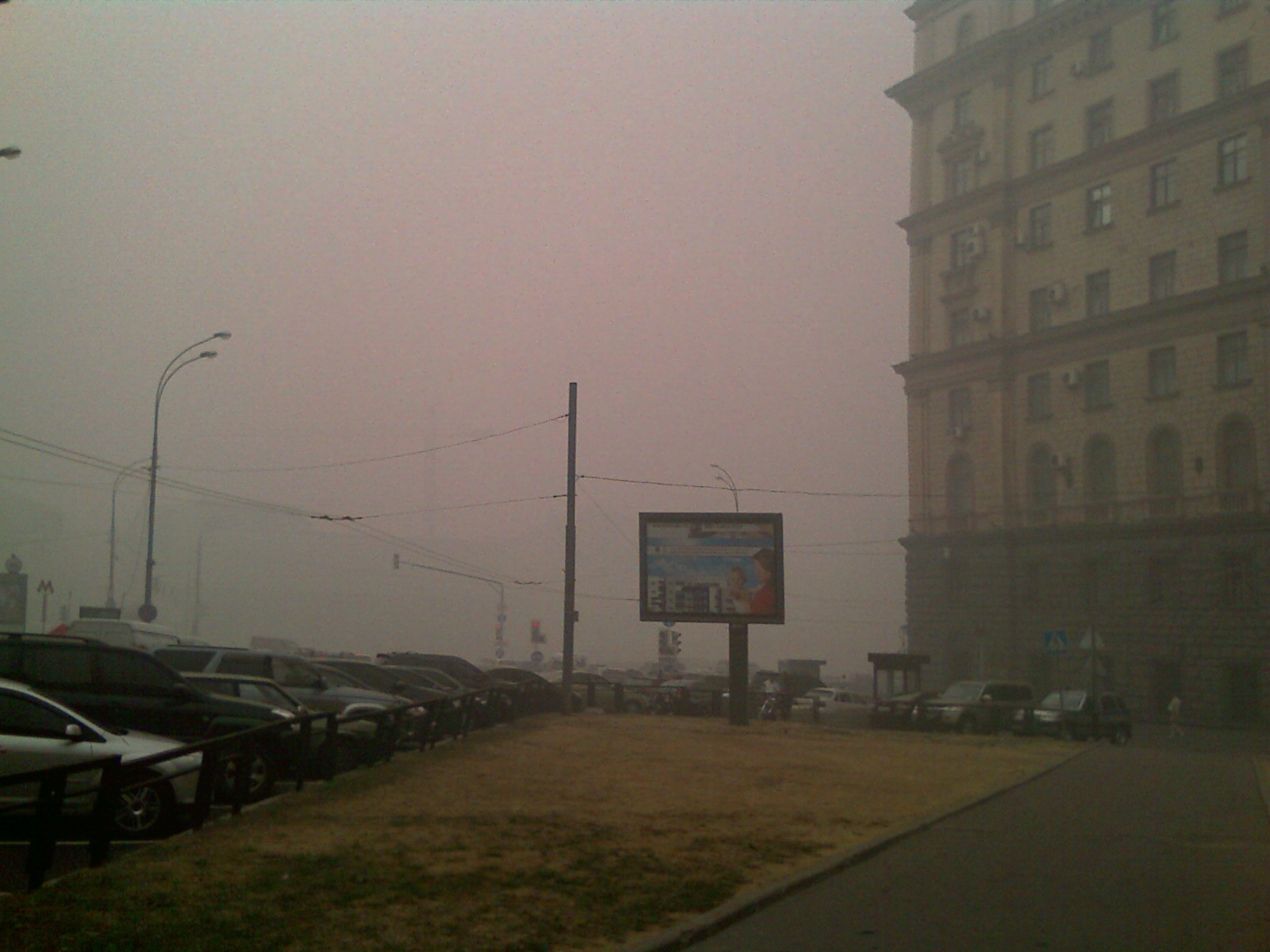
Лубянская площадь 6 августа

Смог в Москве 7 августа 2010 года. Полдень. Солнечно

- НАСА приостановило отправку своих сотрудников в Москву[19].
- Министр внутренних дел ФРГ Томас де Мезьер в ответ на поступившую просьбу МЧС РФ дал указание немедленно направить в Москву 100 тысяч масок для защиты органов дыхания.

8 августа 2010
- Запрещено движение судов по каналу имени Москвы.[20]
- На базе районных управлений социальной защиты населения открылись социальные центры для отдыха от смога. 123 социальных центра работали с 9:00 до 20:00. Пункты были оснащены кондиционерами, сотрудники центров могли оказать медицинскую помощь пострадавшим и консультации.
- Тысячи человек застряли в московских аэропортах[21].

9 августа 2010
- Из-за смога смертность в Москве увеличилась в два раза[22].
- В этот день наблюдалась наивысшая за всё лето концентрация угарного газа и взвешенных частиц в воздухе.
- Днём воздух стал чище, однако к вечеру снова наполнился смогом.

10 августа 2010
- В связи с отказом вернуться из отпуска уволен начальник Управления лесного хозяйства по Московской области и Москве Сергей Гордейченко. Пресс-секретарь мэра Лужкова С. Цой объяснял отсутствие градоначальника на работе (отпуск со 2 августа) во время смога тем, что «это проблема не Москвы, а Подмосковья»[23]. Позже Ю. Лужков прекратил отпуск.
- Первый заместитель мэра Людмила Швецова сообщила, что в Москве в местах массового скопления людей в ближайшее время будут выставлены специальные автобусы, где можно будет получить квалифицированную медицинскую помощь, в том числе в плане реабилитации от последствий воздействия смога.
- Пресс-секретарь Управления ЗАГС г. Москвы Смирнова сообщила, что уровень смертности в Москве за месяц повысился в 1,5 раза.
- Днём смог полностью рассеялся, стало видно небо.
- Около 14:00 прошёл кратковременный дождь.

13 августа 2010
- Утром в Москве ощущался незначительный запах гари.

14 августа 2010
- Вечером на юго-востоке и востоке вновь отмечались запах гари и задымление.

15 августа 2010
- Утром вновь ощущался незначительный запах гари. К вечеру — вновь сильное задымление.

18 августа 2010
- В некоторых районах Москвы вновь наблюдалось незначительное по сравнению с прошлой неделей задымление. К вечеру смог окончательно покинул город.

## Показатели загрязнений
Концентрации загрязняющих веществ на территории Москвы (ПДК, максимальные разовые концентрации веществ):
| Дата            | Оксид углерода(II) (угарный газ) | Взвешенные вещества (РМ10) | Диоксид азота |
| --------------- | -------------------------------- | -------------------------- | ------------- |
| 02.08.2010, пн. | 1,2                              | 0,9                        | 0,9           |
| 03.08.2010, вт. | 0,7                              | 1,6                        | н/д           |
| 04.08.2010, ср. | 2,6                              | 3,2                        | 0,2           |
| 05.08.2010, чт. | 1,4                              | н/д                        | н/д           |
| 06.08.2010, пт. | 5,4                              | 16,0                       | 2,2           |
| 07.08.2010, сб. | 4,4                              | 7,6                        | 2,0           |
| 08.08.2010, вс. | 5,5                              | 4,5                        | 1,9           |
| 09.08.2010, пн. | 6,7                              | 7,6                        | 1,7           |
| 10.08.2010, вт. | 1,4                              | 1,9                        | <1            |
| 11.08.2010, ср. | 0,99                             | 0,86                       | н/д           |
| 12.08.2010, чт. | 1,4                              | <1                         | 1,2           |
| 13.08.2010, пт. | <1                               | 1,2                        | <1            |
| 14.08.2010, сб. | <1                               | <1                         | <1            |
| 15.08.2010, вс. | <1                               | 1,2                        | <1            |
| 16.08.2010, пн. | <1                               | <1                         | <1            |
| 17.08.2010, вт. | <1                               | <1                         | <1            |
| 18.08.2010, ср. | <1                               | 1,28                       | 1,05          |
| 19.08.2010, чт. | <1                               | <1                         | <1            |
| 20.08.2010, пт. | <1                               | <1                         | <1            |

## Смог

Шлейф дыма от лесных пожаров в Европейской части России 4 августа растянулся полосой смога длиной 3000 км.

В Европейской части России в последней декаде июня — первой половине августа 2010 года установился продолжительный период аномально жаркой погоды. Причиной аномальной жары, установившейся на столь длительный срок, являлось установление в нижней тропосфере так называемого «блокирующего антициклона» — обширный малоподвижный длительно существующий антициклон, который не пропускает другие воздушные массы на занимаемую им территорию. За предшествующие 40 лет наблюдений блокирующие антициклоны действовали не более 3 недель. Необычно длительный срок существования этого антициклона, который продержался более двух месяцев, а также преобладание юго-восточного ветра и привели к длительному разогреву воздуха до рекордных значений, особенно на Европейской части территории России.
Из-за продолжительной аномальной жары, отсутствия осадков и прочих неблагоприятных факторов с конца июля до начала сентября 2010 года в России на всей территории сначала Центрального федерального округа, а затем и в других регионах России возникла сложная пожарная обстановка. Лесные и торфяные пожары Подмосковья сопровождались запахом гари и сильным задымлением на большой территории, в том числе и в Москве.
На востоке и юго-востоке Московской области активизировались торфяные и лесные пожары. Впервые запах гари москвичи почувствовали рано утром 19 июля. В тот день в городе Москва и Подмосковье отмечался повышенный уровень загрязнения воздуха.
В последнюю неделю июля жара резко усилилась — в течение нескольких дней был побит ряд температурных рекордов. Из-за усиления жары ухудшилась ситуация с лесными и торфяными пожарами. 26 июля Москву во второй раз за лето окутал смог, на этот раз гораздо более сильный. С этого момента запах гари и мгла на две с лишним недели стали постоянными признаками московской погоды. Лишь 10 августа направление ветра сменилось, и экологическая ситуация в столице начала постепенно улучшаться. В последующие дни смог и запах гари больше не беспокоили москвичей. Более того, с началом второй декады августа температура воздуха в Московском регионе начала медленно, но устойчиво понижаться. Окончательно жара покинула Москву и Московскую область 19 августа, когда огромный блокирующий антициклон начал уходить на восток, а на его место пришёл атмосферный фронт с похолоданием и ливнями. В последующие дни дневная температура уже редко поднималась выше 20 градусов, заметно прохладнее стали ночи, начались регулярные дожди.

## Последствия
Длительная жара и нахождение в зоне блокирующего антициклона привели к значительному ухудшению качества приземного воздуха. Установившийся штиль способствовал накоплению выхлопных газов и прочих атмосферных загрязнений в черте города. Ситуацию значительно ухудшило сильное задымление воздуха, вызванное многочисленными пожарами в лесах и торфяниках Московской области и других регионов.
В июле-августе содержания аэрозолей, окислов азота, углерода, различных углеводородов постоянно превышали безопасные значения, зачастую их концентрации превышали предельно разовые ПДК для этих веществ. Плохое качество воздуха и аномальная жара негативно отразились на состоянии здоровья миллионов москвичей и гостей столицы. По данным Департамента здравоохранения города Москвы по состоянию на 9 августа 2010 года дополнительная ежедневная смертность жителей города от аномальной жары и смога в Москве достигала 320—340 человек. Число вызовов «скорой помощи» и обращений к врачам увеличилось на 20 %, общее число госпитализаций возросло на 10 %, и в частности госпитализаций детей — на 17 %. По сравнению с августом предыдущего года на треть выросла смертность, связанная с болезнями системы кровообращения и органов дыхания, в полтора раза выросла смертность от прочих причин.
Шлейф задымления от пожаров в Центральной России вызвал длительное, с небольшими перерывами, ухудшение видимости в аэропортах Московской воздушной зоны до 2-3 км, также неоднократно наблюдалось ухудшение видимости до менее 1000 м. Сильнее всего видимость однажды ухудшилась в Домодедово — до 150 м. Столь затяжные неблагоприятные погодные условия привели к периодическим задержкам рейсов, перенаправлению множества рейсов на запасные аэродромы.

### Влияние на футбольные матчи в Москве
Российский футбольный союз
6 августа Российский футбольный союз объявил, что из-за неблагоприятных погодных условий (аномальная жара и смог) товарищеский матч между сборными России и Болгарии, а также отборочный матч чемпионата Европы—2011 между молодёжными сборными России и Латвии переносятся из Москвы в Санкт-Петербург.
ФК «Спартак»
8 августа московский футбольный клуб «Спартак» объявил, что в связи с неблагоприятной экологической обстановкой уезжает на пятидневный сбор в Таллин.
ФК ЦСКА
Московский футбольный клуб ЦСКА 9 августа объявил, что в связи с неблагоприятной экологической обстановкой уезжает на трёхдневный сбор в Санкт-Петербург.
Российская футбольная премьер-лига
Российской футбольной премьер-лигой (РФПЛ) было объявлено о переносе на резервные дни матчей молодёжного первенства, запланированных на 7 августа: «Динамо» — ЦСКА и «Спартак» (Москва) — «Зенит». Вечером, после консультаций с медицинскими и эпидемиологическими организациями, Минздравсоцразвития России, МЧС России, Департаментом природопользования и охраны окружающей среды г. Москвы были перенесены на резервные дни, запланированные на 8 августа, матчи основных составов этих клубов. В заявлении РФПЛ отмечалось, что «проведение московских матчей Росгосстрах чемпионата России в ближайшее воскресенье грозит опасностью для здоровья как участников соревнований, так и зрителей».
9 августа РФПЛ рассмотрела вопрос о возможности переноса запланированных на 14—15 августа матчей, которые должны были пройти в Москве и Подмосковье: «Сатурн» — «Ростов», ЦСКА — «Анжи» и «Локомотив» — «Спартак» (Москва). Было решено, что окончательное решение о проведении матчей в московском регионе будет принято за два дня до того или иного матча. Кроме того, клубам было предложено рассмотреть вопрос о возможности переноса игр в Тулу и Ярославль.
12 августа РФПЛ, отметив улучшение экологической обстановки, заявила, что не видит оснований для переноса на другой день запланированного на 14 августа матча «Сатурн» — «Ростов». На следующий день РФПЛ заявила, что в связи с нормализацией экологической обстановки в Москве матчи ЦСКА — «Анжи» и «Локомотив» — «Спартак» перенесены не будут и состоятся соответственно 14 и 15 августа.

## Выводы
По данным ряда специалистов, наряду с природными факторами главными причинами того, что лесные пожары в Центральной России приобрели такой катастрофический масштаб и вышли из-под контроля, явилось расформирование Федеральной службы лесного хозяйства из 70 000 лесников, которые регистрировали пожары и тушили их, и дальнейшие реформы системы государственного управления лесами в 2000-х гг.
По мнению некоторых других, масштаб этих событий был обусловлен в первую очередь наличием многочисленных осушенных торфяников, подготовленных в XX веке для разработки. После 2010 года возобновлены работы по затоплению торфяников, начали восстанавливаться лесхозы, в итоге в 2011—2012 годах существенных торфяных и лесных пожаров в Московской области не было.